# Albrecht Rudolf Rüetschi
Albrecht Rudolf Rüetschi (* 3. Dezember 1820 in Bern; † 30. Januar 1903 ebenda) war ein Schweizer evangelischer Geistlicher und Hochschullehrer.

## Leben

### Familie
Albrecht Rudolf Rüetschi war der Sohn von Samuel Rüetschi (* 7. Mai 1787 in Bern; † 16. März 1861 ebenda), Direktor des Progymnasiums (heute: Gymnasium Kirchenfeld) und dessen Ehefrau Maria Anna Albertine (* 24. Januar 1784 in Windisch; † 10. Juni 1836 in Bern), Tochter des Feldpredigers in holländischen Diensten und Pfarrer in Windisch, Beat Ludwig Samuel Ernst (1740–1803). Sein Bruder Karl Ludwig Rüetschi (* 2. Mai 1822 in Bern; † 19. Juni 1867 in Sumiswald), wurde Pfarrer in Sumiswald und war mit der Schriftstellerin Maria Henriette (1822–1867) (Pseudonym: Marie Walden), Tochter des Schriftstellers und Pfarrers Albert Bitzius, verheiratet. Seine Mutter war in erster Ehe mit dem Buchdrucker Daniel Gottlieb Stämpfli (1770–1807) verheiratet; gemeinsam hatten sie drei Kinder. Sie führte nach dem Tod ihres Mannes die Druckerei, die dieser erworben hatte, fort, bis sie sie an ihren Sohn Karl Samuel Stämpfli (1806–1846) übergeben konnte. Albrecht Rudolf Rüetschi heiratete 1848 Adele Katharina (* 2. September 1824 in Bern; † 24. August 1860 in Kirchberg), Tochter des Politikers Friedrich Fueter. Gemeinsam hatten sie fünf Kinder:
- Adelheid Rüetschi (* 20. August 1849 in Trub; † 28. September 1849 ebenda);
- Rudolf Rüetschi (* 13. Januar 1851 in Trub; † 2. März 1887 in Münchenbuchsee), Pfarrer in Reutigen und später Pfarrer in Münchenbuchsee; verheiratet mit Johanna Margaretha (1854–1877), Tochter des Eisenhändlers Friedrich Wäber (1824–1882);
- Anna Louise Rüetschi (* 15. April 1854 in Trub; † 22. August 1886 in Langnau), verheiratet mit Ernst Albrecht (1849–1927), Sohn des Apothekers und Politikers Christian Leonhard Müller (1816–1881)[4], Pfarrer in Reichenbach und Pfarrer in Langnau;
- Emma Rüetschi (* 1. Juli 1855 in Kirchberg; † 1910), zweite Ehefrau von Ernst Albrecht Müller, der mit ihrer älteren Schwester verheiratet war;
- Eduard Rüetschi (* 19. Oktober 1859 in Kirchberg; † 1931), Kaufmann; verheiratet mit Sophia Elisabeth (1862–1922), Tochter von Rudolf Leuzinger.

### Ausbildung
Er immatrikulierte sich an der Universität Bern und begann mit einem Theologiestudium, das er an der Universität Berlin und der Universität Tübingen fortsetzte.

### Werdegang
1842 absolvierte er sein Staatsexamen;  es erfolgte im gleichen Jahr seine Ordination und er wurde Vikar am Berner Münster.
1848 wurde er Pfarrer in Trub, bevor er 1853 Pfarrer in Kirchberg und 1858 in Burgdorf wurde. Von 1867 bis zu seinem Rücktritt vom Pfarramt 1897, war er Pfarrer am Berner Münster.

### Lehrtätigkeiten
Neben seinem Pfarramt war er ab 1845 Privatdozent für Hebräisch und alttestamentliche Exegese; 1849 endete seine Lehrtätigkeit als Privatdozent.  Von 1878 bis 1890 war er Honorarprofessor für alttestamentliche Theologie an der Universität Bern.

### Gesellschaftliches Wirken
Er war zeitweise Redakteur des Kirchenblatt für die reformierte Schweiz (heute: Reformierte Presse). 1864 war er Präsident des Synodalrats. Von 1881 bis 1895 war er Präsident der Gesellschaft zu Zimmerleuten, Präsident des Kleinen Burgerrats und der burgerlichen Bibliothekskommission. Er gehörte der theologischen Richtung der Vermittler an, die von Friedrich Schleiermacher beeinflusst waren und zwischen den damals unversöhnlichen Reformern und Positiven standen.

## Ehrungen
1864 ernannte die Universität Zürich und die Universität Bern Albrecht Rudolf Ruetschli zum Dr. theol. h. c.

## Schriften (Auswahl)
- Geschichte und Kritik der kirchlichen Lehre von der ursprünglichen Vollkommenheit und vom Sündenfall: eine von der Haager Gesellschaft zur Vertheidigung der Christlichen Religion gekrönte Preisschrift. Leiden: Brill, 1881.
- Johann Heinrich Otth (1651-1719). In: Sammlung Bernischer Biographien, Bern, Bd. 2 (1896), S. 255–258.